# Histoire des parcs zoologiques
Depuis des millénaires, et sur presque tous les continents, les hommes se sont constitué des collections d'animaux plus ou moins vastes, pour des raisons diverses. Cet article résume les différentes étapes de l'histoire de ces établissements zoologiques.

## Dans l'Antiquité et jusqu'auXVIIIesiècle
Dès les civilisations les plus anciennes de l'Antiquité, des humains ont entretenu des collections animales pour présenter des bêtes sauvages et exotiques. Le plus souvent, à l'instar des Jeux du cirque, elles servaient de reflet à la gloire des puissants, chez les Babyloniens, les Égyptiens, les Romains, mais aussi en Asie et chez les peuples précolombiens. Les animaux pouvaient aussi être entretenus pour servir à l'occasion dans des combats d'animaux ou d'hommes et de bêtes féroces, donnés en spectacle dans les Venationes de l'amphithéâtre et les Jeux du cirque (dans la Rome antique), ou dans des buts religieux, lorsqu'ils étaient consacrés à une divinité (en Grèce antique, en Égypte antique, etc.).

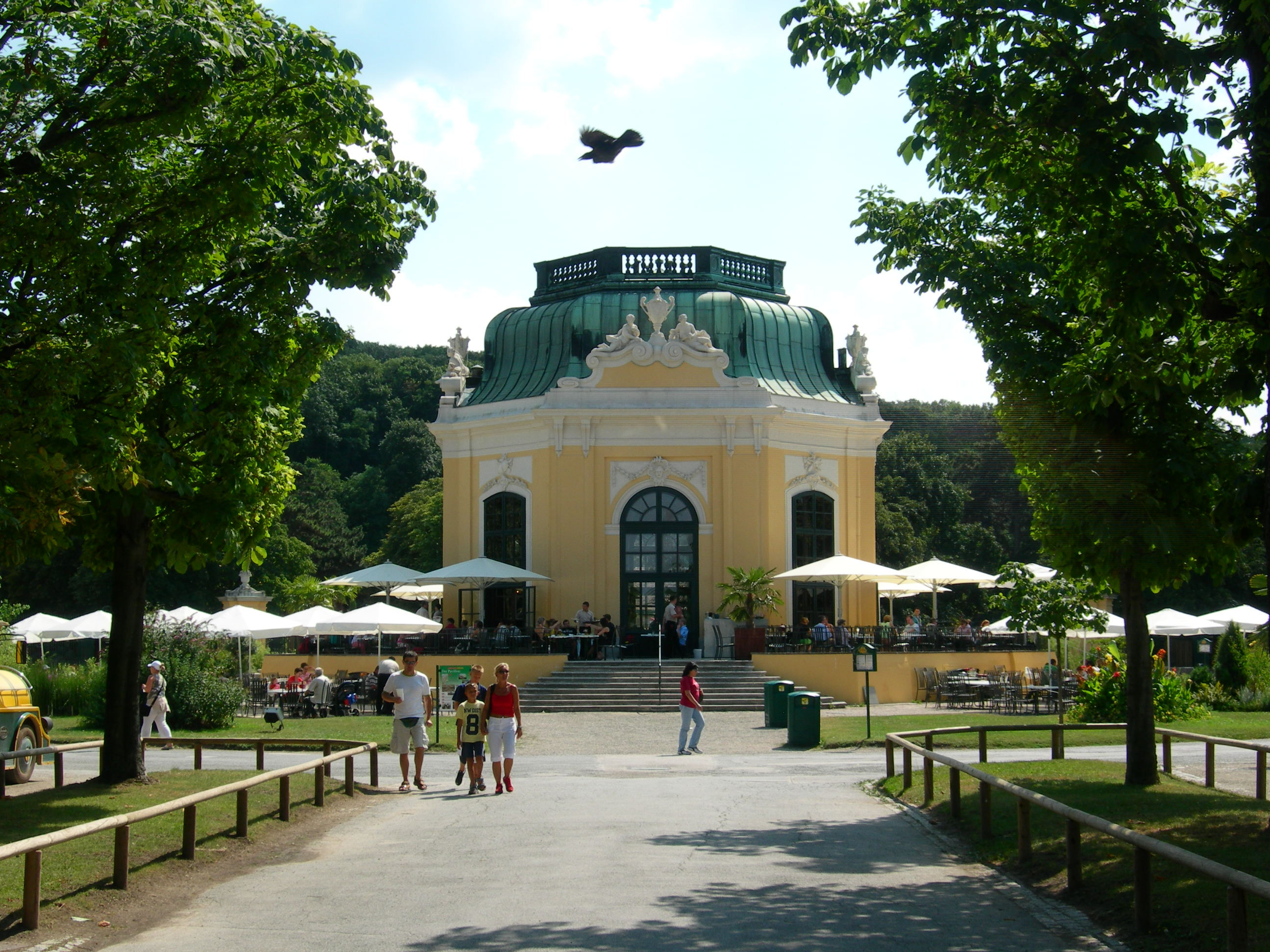
Le Pavillon de la ménagerie des Habsbourg, dans l'actuel zoo de Schönbrunn, construit par Jean-Nicolas Jadot de Ville-Issey en 1759.

Les collections aristocratiques se sont perpétuées dans les seigneuries, les monastères, les municipalités et les États occidentaux, au Moyen Âge et dans les temps modernes.
Au Moyen Âge, plusieurs souverains à travers l'Europe ont maintenu des ménageries dans leurs cours royales, comme Charlemagne, Guillaume le Conquérant, Henry Ier. Pour un animal arrivant en Europe, il en meurt 30 à 40 à la capture ou pendant le voyage. À partir du XVIe siècle, les Grandes découvertes ramènent des animaux inconnus à un prix moins exorbitant, les bêtes étant mises en scène dans des sortes de théâtres du sauvage, phénomène initié dans les parcs des villas italiennes.
Un seul zoo est resté de l'époque moderne, le zoo de Schönbrunn à Vienne, en Autriche, qui date du milieu du XVIIIe siècle. La Ménagerie impériale de Schönbrunn a été fondée par la monarchie des Habsbourg en 1752 et, étant une ménagerie de cour à caractère privé, a été ouverte au public en 1779.
Parmi les ménageries aristocratiques disparues, demeurent, dans les mémoires nationales, les établissements précurseurs de zoos modernes :
- en Grande-Bretagne, la Ménagerie royale de la Tour de Londres (1204-1835) qui a existé pendant six siècles avant l'ouverture du Zoo de Londres ;
- en Autriche, les Ménageries impériales d'Ebersdorf (1552-1607), de Neugebäu (1564-1781) et du Belvédère (1716-1752) à Vienne, qui furent à l'origine du Zoo de Schönbrunn ;
- en France, la Ménagerie royale de Versailles (1664-1793) ;
- en Espagne, la Ménagerie royale de Madrid (1774-1972) qui dura deux siècles dans le parc du Buen Retiro, avant d'être déplacée en 1972, à la Casa de Campo, l'emplacement actuel du Zoo de Madrid.

Le peuple y avait très rarement accès, mais des forains présentaient couramment des animaux sauvages dressés dans les villes : des ours, des singes, des phoques, et même, au XVIIIe siècle, un rhinocéros en 1749 et un casoar en 1765 à Paris,.
À la fin du XVIIIe siècle, le dressage se développe jusqu'à s'intéresser, au début du siècle suivant, aux animaux minuscules (puces tirant un carrosse, mouches se battant en duel, en 1804, à Paris, etc.),, l'attrait de l'extraordinaire laissant la place au désir de dompter les animaux.

## De la Révolution française à la Seconde Guerre mondiale
La Révolution française va marquer un tournant décisif dans l'histoire des parcs zoologiques européens : en 1793, les ménageries des montreurs ambulants sont saisies dans Paris, ensuite en 1794, la Ménagerie royale de Versailles, vue comme un symbole du despotisme, se voit confisquée et les animaux transférés dans la ménagerie du Jardin des Plantes, dépendance du tout jeune Muséum national d'histoire naturelle de Paris. Plus largement, cette mesure avait été décidée dans un but d'éducation populaire, afin de mettre à la portée du plus grand nombre ce qui était jusqu'alors l'apanage des princes, ces derniers voyant leur passion pour la détention d'animaux exotiques décliner avec le temps : les ménageries aristocratiques sont ainsi remplacées par les jardins zoologiques modernes avec leur approche scientifique et éducative, les animaux paisibles et pacifiques sont d'abord privilégiés aux bêtes féroces, symbole de la cruauté aristocratique.
Londres et les autres grandes villes européennes vont progressivement suivre l'exemple parisien, en se dotant de zoos ouverts au public moyennant de faibles sommes, voire gratuitement, tout au long du XIXe et jusqu'au début du XXe siècle.
Les zoos urbains des capitales et des grandes villes européennes ont été édifiés pendant l'époque victorienne, en plusieurs vagues successives :
1. en Grande Bretagne et en Irlande : Londres (Regent's Park, 1828), Dublin (Phoenix Park, 1831), Bristol (1835), Manchester (Belle Vue, 1836-1977) ;
2. aux Pays-Bas et en Belgique : Amsterdam (Artis, 1838), Anvers (1843), Rotterdam (1857), La Haye (1863-1943) ;
3. en France : Marseille (1854-1987), Lyon (1858), Paris (Jardin d'Acclimatation, 1860), Mulhouse (1868) ;
4. dans les États allemands : Berlin (1844), Francfort-sur-le-Main (1858), Cologne (1860), Dresde (1861), Hambourg (1863-1930), Hanovre (1865), Karlsruhe (1865), Breslau (pol. Wroclaw, 1865), Posen (pol. Poznań, 1874), Münster (1875), Düsseldorf (1876-1944), Leipzig (1878), Wuppertal (1881), Koenigsberg (rus. Kaliningrad, 1896), Rostock (1899) ;
5. dans les autres pays européens : Copenhague (1859), Moscou (1864), Saint-Pétersbourg (1865), Budapest (1866), Bâle (1874), Lisbonne (1884), Helsinki (1889), Stockholm (1891), Barcelone (1892).

Pendant cette même période du XIXe siècle, chaque jardin zoologique suit sa propre évolution qui le différencie des autres. Le Zoo de Londres, fondé en 1828 dans un but scientifique, ouvre ses portes à un large public populaire en 1847 et est alors responsable d'innovations dans la présentation d'animaux particuliers (reptiles, poissons et insectes) en créant :
- en 1849, le premier vivarium ou maison pour reptiles (ang. reptile house) ;
- en 1853, le premier aquarium public ou maison pour poissons (ang. fish house) ;
- en 1881, le premier insectarium ou maison pour insectes (ang. insect house).

Les zoos s'imitent et s'émulent entre eux, sur leur modèle national inspiré directement de Londres ou indirectement de Paris. Ce phénomène d'émergence de zoos, qualifié de « boom victorien », s'est répandu au reste du monde, notamment dans les possessions de l'Empire Britannique et aux États-Unis, au sein de vastes parcs urbains.
1. dans l'Empire Britannique
  - en Inde : Madras (1855-1980), Trivandrum (1857), Bombay (1873), Calcutta (Alipore, 1875), Jaipur (1877), Udaipur (1878), Mysore (1892) ;
  - en Australie : Melbourne (Botanical Gardens, 1857 / Royal Park, 1862), Sydney (Moore Park, 1881), Adélaïde (1883), Perth (1898) ;
  - à Hong Kong (Zoological and Botanical Gardens, 1871) ;
  - au Canada : Toronto (Riverdale Park, 1888-1974), Vancouver (Stanley Park, 1888-1994) ;
  - en Afrique du Sud : Pretoria (1899) ;
2. aux États-Unis : New-York (Central Park, 1859), Chicago (Lincoln Park, 1868), Providence (Roger Williams Park, 1872), Philadelphie (Fairmount Park, 1874), Cincinnati (1875), Buffalo (Delaware Park, 1875), Baltimore (Druid Hill Park, 1876), Cleveland (Wade Park, 1882), Portland (Washington Park, 1887), Dallas (Old City Park, 1888), Washington (Rock Creek Park, 1889), Atlanta (Grant Park, 1889), New-York (Prospect Park, 1890), Milwaukee (West Gardens, 1892), Omaha (Riverwiew Park, 1894), Detroit (Belle Isle, 1895-2002), Denver (City Park, 1896), Saint-Paul (Como Park, 1897), Pittsburgh (Highland Park, 1898), New-York (Bronx Park, 1899), Seattle (Woodland Park, 1899) ;
3. dans le reste du monde : Jakarta (1864), Saigon (1865), Tokyo (Ueno, 1882), Buenos Aires (1888), Rio de Janeiro (1888), Le Caire (Gizeh, 1891).

Mais c'est aussi l'âge d'or des Empires coloniaux, et, à partir de 1850, les parcs zoologiques serviront aussi de vitrine de la puissance des nations impérialistes, triomphant de la "sauvagerie" du monde non-occidental. Cette tendance n'était pas propre à l'Occident, puisque le but premier de la création du Zoo de Tokyo en 1882 était de servir de vitrine à l'impérialisme japonais.
L'Exposition coloniale de 1931 verra apparaître l'un des plus célèbres zoos français, le Zoo de Vincennes, inauguré en 1934, et le phénomène s'observe dans tous les pays colonialistes d'Europe (Angleterre, Allemagne, Italie, Belgique en particulier) ainsi qu'aux États-Unis. Les zoos humains de cette époque - y compris en Suisse - présenteront de manière régulière des groupes d'hommes "primitifs" (Pygmées, Lapons, Bantous, etc.) dans des villages reconstitués (mode du zoo ethnographique à partir de 1880), chaque zoo se spécialisant dans un pays particulier que l'on possède ou qu'on a déjà colonisé.
À cette époque, le maintien et la reproduction des animaux ne font pas partie des préoccupations des zoos, d'autant que la faune exotique semble un réservoir inépuisable. Toutefois, quelques visionnaires comme l'Allemand Carl Hagenbeck ont alors eu l'idée de présenter les animaux non dans des cages grillagées comme cela se faisait traditionnellement mais dans des enclos et des bassins paysagés reproduisant, ou tentant de reproduire, des décors naturels.
Le Tierpark Carl Hagenbeck, premier « zoo sans barreaux », sera créé en 1907, à Stellingen, dans la banlieue de Hambourg. Carl Hagenbeck conçut également dans le même style, sur son modèle de panorama zoologique, le zoo fondé en 1911 pour l'exposition universelle de Rome.
En 1928, le Tierpark Hellabrunn à Munich devient le premier « géo-zoo » où les animaux sont groupés selon une répartition géographique en accord avec leur continent d'origine.
Ce parc animalier marqua aussi en Allemagne la conception paysagère des jardins zoologiques, tout comme le nouveau Zoo de Nuremberg en 1939.
En 1938, le zoo de Londres créa le premier « zoo pour enfants », tandis que le Zoo de Philadelphie fut le premier en Amérique du Nord à ouvrir un zoo spécialement conçu pour les enfants.
La Seconde Guerre mondiale causa de grands dommages aux parcs zoologiques, notamment en Allemagne où certains zoos furent complètement détruits.
Plusieurs zoos subirent des dommages importants dus à des bombardements intensifs comme ceux de Berlin et de Stellingen. Le Zoo de Dresde a été en grande partie détruit pendant la Seconde Guerre mondiale. Les zoos de Francfort et de Nuremberg ne furent pas épargnés.

Il en a été de même au Japon pour les zoos de Kyoto, de Nagoya, d'Osaka et de Tokyo qui ont souffert de la guerre.

## Après la Seconde Guerre mondiale
En raison de l'accomplissement de grands progrès en matière de zoologie, les zoos se transforment, se modernisent et s'adaptent au niveau scientifique de l'époque.
Certains ont été fortement modifiés par le passage de la guerre, comme ceux de Vienne, de Rotterdam, de Wroclaw ou de Berlin.
Progressivement, le rôle du zoo va changer. Dès les années 1950, les éthologues tels Hediger et Lorenz, qui étudiaient les animaux en captivité, vont s'efforcer d'aménager les enclos et cages de façon que leurs pensionnaires puissent se maintenir le plus longtemps possible, sans troubles comportementaux ou physiologiques, et aussi se reproduire. C'est le moment où l'on arrivera à obtenir la reproduction d'espèces réputées difficiles voire impossibles à élever en captivité, tels en 1956 le Rhinocéros indien au Zoo de Bâle, le Gorille au Zoo de Colombus (Ohio) ou le Guépard au Zoo de Philadelphie et en 1957 l'Okapi au Zoo de Vincennes.
Diverses formes d'aménagement des enclos vont se développer, avec plus ou moins de succès (comme les "parcs safaris" qui fleurirent à la fin des années 1960 et dans les années 1970 dans les pays occidentaux). En France, la Réserve Africaine de Thoiry est inaugurée en 1968.
Mais les standards et les normes vont être de plus en plus exigeants en ce qui concerne le bien-être animal dans de nombreux pays, d'autant plus que les mouvements "de libération animale" opposés aux zoos sont virulents dans certains pays tels le Royaume-Uni.
Certains zoos, qualifiés d'utopiques sur le modèle du Wild Animal Park de San Diego qui a ouvert ses portes en 1972, présentent désormais les grands animaux dans de très vastes enclos (atteignant parfois quelques dizaines d'hectares), riches en végétation et en abris, de sorte que le visiteur doit souvent faire l'effort de rechercher les animaux, sans qu'il puisse s'attendre à les rencontrer automatiquement. Inversement, les zoos urbains (comme ceux de Francfort, de Londres ou de Paris), où la superficie disponible est limitée et où il n'existe pas de possibilité d'agrandissement, ont tendance à se recentrer sur la présentation d'espèces de taille petite ou moyenne (oiseaux, petits primates, reptiles, etc.); certains d'entre eux ont d'ailleurs acquis une réputation remarquable dans l'élevage de ces espèces.
À partir de 1978, les zoos urbains américains suivront l'exemple développé par le Zoo de Seattle, pour la rénovation de leurs enclos ou pour la construction de nouvelles installations, en utilisant largement le concept d'immersion dans le paysage. Ces nouveaux aménagements (où les visiteurs partagent le même habitat naturaliste que les animaux) sont réalisés dans le cadre de plans d'ensemble structurés sur la base de thèmes bioclimatiques ou zoogéographiques.
Mais la fin du XXe siècle est aussi le temps d'une prise de conscience importante de la dégradation accélérée des milieux naturels et de la faune qui y habite, en particulier dans certains écosystèmes (forêts tropicales...). Dans ce contexte, beaucoup de zoos sont devenus des conservatoires d'espèces menacées, s'orientant vers l'élevage d'espèces en voie d'extinction : certains, comme le Zoo de Jersey en Angleterre, ont mené une politique exemplaire en la matière, alliant élevage d'animaux d'espèces menacées en zoo et actions de conservation des espèces et de leurs biotopes, dans leurs pays d'origine. De nombreux autres zoos s'orientent dans la même direction, et ont élaboré des plans de conservation de certaines espèces en captivité, voire des actions de réintroduction de ces espèces dans le milieu naturel (le Tamarin-lion dans le sud du Brésil, l'Oryx algazelle en Tunisie, le Vautour moine en France, etc.), ou des projets de conservation de biotopes menacés (comme les forêts primaires d'Afrique équatoriale, d'Asie du Sud-Est et d'Amérique du Sud), en lien avec des ONG de protection de la nature.
Beaucoup de zoos ont aussi arrêté de s'approvisionner avec des animaux prélevés dans leurs pays d'origine, n'élevant plus que des animaux nés en captivité (y compris pour des espèces difficiles à maintenir comme les Gorilles et les Éléphants) ; toutefois, le commerce des animaux exotiques, souvent illégal, est florissant et pourvoit des collectionneurs privés (surtout) ainsi que quelques établissements peu scrupuleux.
Certains établissements restent toujours controversés, tels que certains delphinariums, dont les pensionnaires sont, à l'exception de l'Europe et des États-Unis, prélevés dans la nature, ainsi qu'un certain nombre de zoos qui n'ont toujours pas adopté les standards actuels et maintiennent les animaux dans des installations archaïques.